# Francesco III. Gonzaga

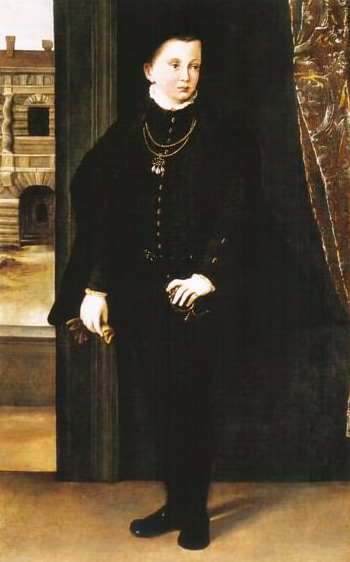
Herzog Francesco III. Gonzaga

Francesco III. Gonzaga (* 10. März 1533 in Mantua; † 21. Februar 1550 ebenda) war von 1540 bis 1550 nominell Herzog von Mantua und Markgraf von Montferrat, gelangte jedoch nie zur selbständigen Regierung, da er bereits kurz vor seinem 17. Geburtstag starb.

## Herkunft

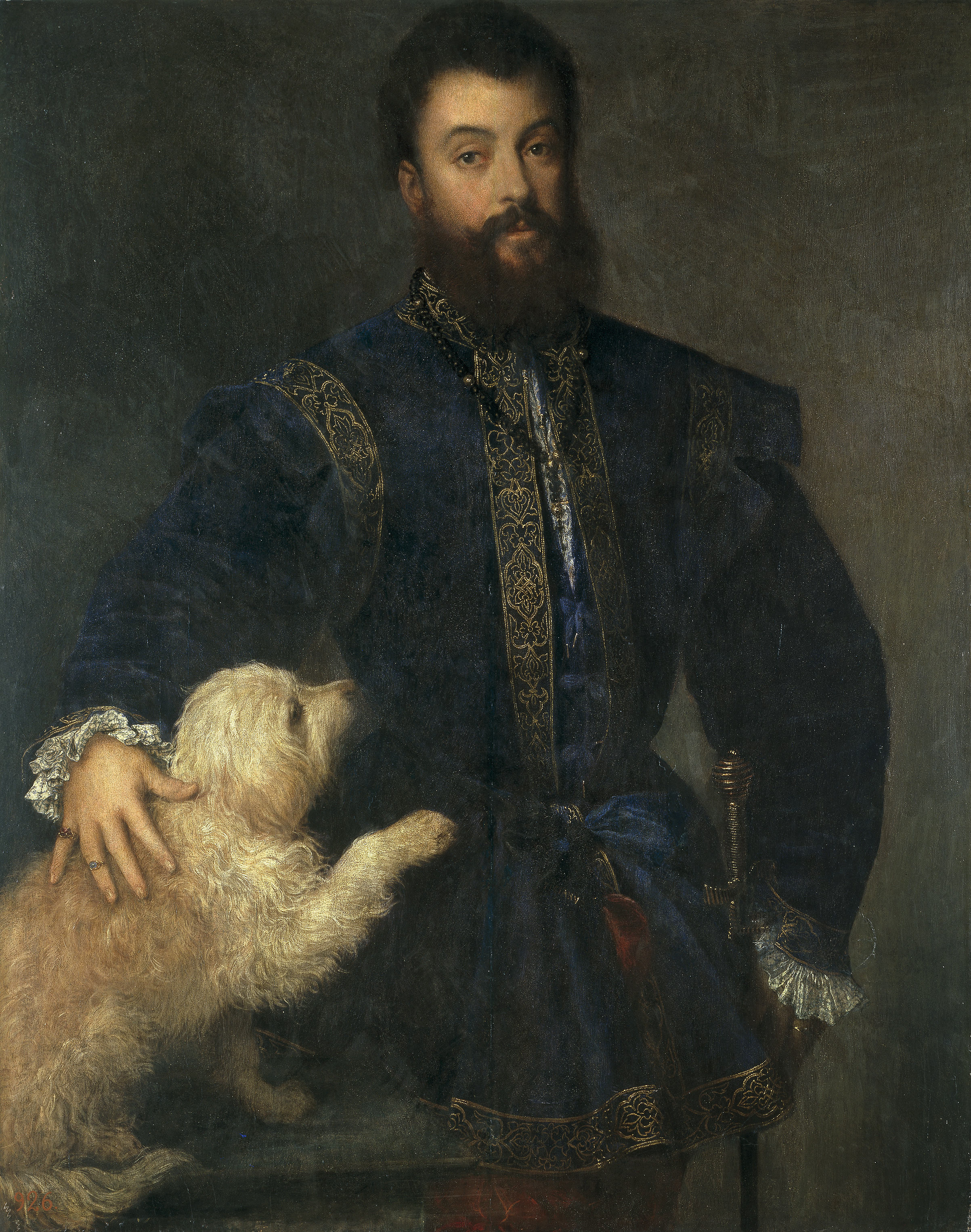
Tizian, Porträt von Herzogs Federico II. Gonzaga, des Vaters von Francesco III., Museo del Prado

Francesco III. stammte aus dem Haus Gonzaga und zwar aus der Hauptlinie, die seit 1328 die Stadt Mantua und die dazugehörigen Ländereien beherrschte. Er war der älteste Sohn von Federico II. Gonzaga, Herzog von Mantua und Markgraf von Montferrat, und dessen Gemahlin Margareta Palaiologina, der Erbin der Markgrafschaft Montferrat.

## Leben
Francesco folgte nach dem Tod seines Vaters am 5. Juli 1540 als Herzog von Mantua und Markgraf von Montferrat. Da er beim Tod seines Vaters erst sieben Jahre alt war, lag die effektive Regierung bei den von seinem Vater bestimmten Regenten: dessen Witwe Margareta sowie bei den Onkeln Francescos, Ferrante I. Gonzaga (* 1507, † 1557) und dem Kardinal Ercole Gonzaga (* 1505; † 1563). Zu seinem Erzieher wurde Giovanni Agnelli bestimmt, der zuvor Botschafter des Herzogtums bei Kaiser Karl V. gewesen war.
Da beide Länder Lehen des Heiligen Römischen Reiches waren, bedurfte er der kaiserlichen Investitur. Diese erfolgte bereits am 28. Juni 1543 durch Kaiser Karl V., der sich damals als Gast des Markgrafen Aloisio Gonzaga in Castel Goffredo befand. Der Kaiser begab sich zum Castello di Medole und erteilte dort dem zehnjährigen Francesco Gonzaga in Anwesenheit seiner Vormünder: seiner Mutter und seiner Onkel, Ferrante Gonzaga, der damals Gouverneur von Mailand war, und Kardinal Ercole Gonzaga die Investitur.
Zugleich wurde vereinbart, dass der kleine Herzog eine Nichte des Kaisers, Katharina Erzherzogin von Österreich, eine Tochter von Ferdinand I. heiraten sollte.
Die durch die Jugend des Herzogs bedingte Regentschaft erstreckte sich nicht nur über das ganze Leben von Francesco Gonzaga, sondern darüber hinaus auch noch auf die Zeit der Minderjährigkeit seines jüngeren Bruders Guglielmo  Gonzaga. Mit ihr begann eine Periode der Stagnation und später des Abstieges der politischen und militärischen Bedeutung der Herrschaft der Hauptlinie des Hauses Gonzaga, da diese keine selbständige Politik betreiben konnten, da die Regenten zu den engsten Mitarbeitern des Kaisers zählten, sich daher eng der kaiserlichen Politik anpassten.
Das politische Umfeld war komplex, da es vom Gegensatz zwischen der konservativen Politik des Hauses Österreich, das die traditionellen politischen, religiösen und sozialen Ideale vertrat und der dynamischen Welt des Protestantismus geprägt wurde, die in Frankreich aus taktischen Gründen von dessen katholischen Herrscher Franz I. unterstützt wurde, der sich sogar mit dem Osmanischen Reich gegen Österreich verbündete. Hinzu kam das aufstrebende Bürgertum, das auf Grund seiner wirtschaftlichen Macht die feudalen Strukturen in Frage stellte.
Die Hauptlast der Regentschaft lag bei Kardinal Ercole Gonzaga, der in enger Anlehnung an die kaiserliche Politik die Außenbeziehungen gestaltete und sich militärisch auf Söldnertruppen des Herzogtums Mailands verließ, daher eigene Truppen einsparen konnte.
Ferrante Gonzaga war im Dienst des Kaisers ständig auf Feldzügen oder als Statthalter abwesend, daher selten in Mantua, während die Herzogin-Witwe ein zurückgezogenes Leben führte und wenig mehr bewirkte, als ihren Namen den von ihr bewohnten Gemächern als „Palazzina della Paleologa“ zu hinterlassen.
Francesco III. starb am 21. Februar 1550, noch keine 17 Jahre alt, indem er bei einer Jagd in den eisigen See stürzte, gerettet wurde, jedoch an einer Lungenentzündung erkrankte und nach einer kurzen Erholung verstarb. Er wurde in der Basilika di Santa Barbara in Mantua begraben.

## Ehe

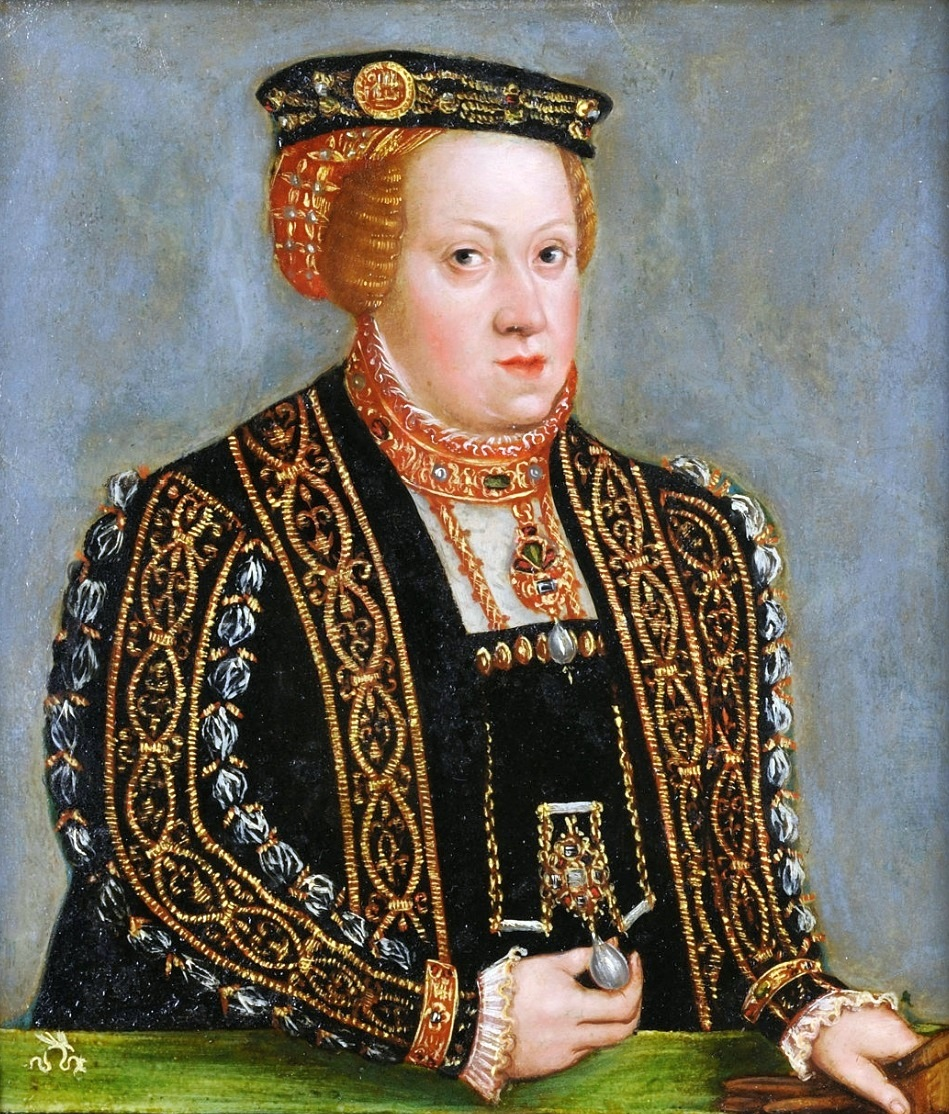
Lucas Cranach der Jüngere, Katharina von Österreich, Gemahlin von Herzog Francesco III. von Mantua, Czartoryski-Museum

Francesco III. war inzwischen 16 Jahre alt geworden und die Staatsräson verlangte, dass die lange geplante Eheverbindung mit der kaiserliche Prinzessin Katharina Erzherzogin von Österreich (* 15. September 1533, † 28. Februar 1572), einer Tochter des Kaisers Ferdinand I. und dessen Gemahlin Anna von Böhmen und Ungarn (* 1503, † 1547) aus dem Haus Österreich geschlossen werden sollte. Katharina begab sich daher auf den Weg nach Süden, wobei ihr Francesco bis Trient entgegenreiste. Die beiden Onkel Francescos, Ferrante und Ercole Gonzaga, begaben sich in Begleitung eines großen Gefolges von Rittern aus Mantua, Mailand und Spanien nach Verona, um die Braut zu empfangen. Die Hochzeit fand schließlich unter großartigen Festlichkeiten am 22. Oktober 1549 in Mantua statt. Das große Glück war jedoch nur von kurzer Dauer, denn Francesco starb bereits vier Monate nach der Eheschließung, wodurch die Ehe kinderlos blieb. Die Herrschaft über Mantua und Montferrat ging daher auf seinen jüngeren Bruder Guglielmo Gonzaga über.
Für Katharina begann hingegen ein neues Leben als Königin von Polen, da sie sich am 31. Juli 1553 in Krakau mit dem polnischen König Sigismund II. August vermählte. Als jedoch 1558 bekannt wurde, dass sie an Epilepsie litt und keine Kinder bekommen konnte, trennte sich der kinderlose König 1562/1563 von ihr und bemühte sich jahrelang vergeblich um eine Scheidung. Auch ihr Tod brachte keine Lösung, da er Katharina nur um wenige Monate überlebte.